# هاينز كامينسكي
هاينز كامينسكي (بالألمانية: Heinz Kaminski)‏ (و. 1921 – 2002 م) هو عالم فلك من ألمانيا . ولد في بوخوم .
توفي في آرنسبرغ، عن عمر يناهز 81 عاماً.
أسس هاينز كامينسكي مرصد بوخوم وأداره فيما بعد. كما شغل نفسه بالبحوث البيئية. على الرغم من أن كامينسكي كان مجرد فلكي هاوٍ وليس محترفًا، إلا أن الصحافة تعاملت معه باستمرار كمصدر للمعلومات حول الأحداث الفلكية. في نهاية السبعينيات وبداية الثمانينيات، اهتم كامينسكي بنشاط بالسياسة - في البداية في حزب الخضر، ثم في حزب بورجيربارتي.
في قبو منزله، قام كامينسكي، وهو مشغل راديو بحري سابق، ببناء محطة استقبال من طاولات خشبية قديمة وفي المرج أمام منزله في منطقة بوخوم في سوندرن، نصب هوائيًا بمساعدة ثلاثة من زملاء العمل، مع الذي استمع بمساعدته إلى إشارات الراديو من الفضاء. في ليلة 7 أكتوبر 1957، تلقى كامينسكي إشارات من سبوتنيك 1، أول قمر صناعي في الفضاء. حتى أنه لم يكن الشخص الأول خارج الأراضي السوفيتية، كما تقول الأسطورة الحضرية في بوخوم، ولا أول شخص في ألمانيا، أصبح هو وبوخوم يتمتعان بشعبية كبيرة بشأن هذه الحقيقة.
في عام 1961، تولى كامينسكي قيادة مرصد بوخوم الشعبي، الذي أسسه بنفسه. خلال السنوات قام ببناء الأراضي المحيطة بـ Volkssternwarte وتحويلها إلى معهد وتأكد من أنها تمكنت من الاتصال بأبحاث الفضاء الدولية. في محطة بوخوم، يمكن استقبال إشارات من مجموعة متنوعة من المركبات الفضائية من سبوتنيك ولونيك حتى فوستوك وفوسخود، وكذلك في عام 1963 (لأول مرة في أوروبا) صور الأقمار الصناعية من القمر الصناعي الأمريكي للطقس تيروس-8. في عام 1967، قام كامينسكي بتركيب هوائي مكافئ بطول 20 مترًا (66 قدمًا) في قبة الرادار، والذي تم من خلاله متابعة جميع مهام أبولو. عندما تم رفض الدعم المالي لمعهده في عام 1982، قام كامينسكي بتغيير Volkssternwarte Bochum إلى 
"Institut für Umwelt-und Zukunftsforschung"  (معهد البحوث البيئية والمستقبلية) (IUZ) ، والذي تطور على مر السنين ليصبح مؤسسة تعليمية من الدرجة الأولى.
بفضل جهود كامينسكي، أقامت مدينة بوخوم في عام 1964 أول قبة سماوية كبيرة بعد الحرب في ألمانيا (كانت مجهزة في ذلك الوقت بـ Zeiss Mod. IV). تم ترشيح كامينسكي كأول مدير وشغل هذا المنصب حتى تقاعده في عام 1986.
في عام 1972 أصبح كامينسكي أستاذًا فخريًا في قسم الفيزياء بجامعة إيسن وألقى محاضرات حتى الفصل الدراسي الشتوي 1999/2000 حول "الأبحاث البيئية عبر الأقمار الصناعية - النتائج والعواقب السياسية".
في 17 فبراير 2002، توفي كامينسكي عن عمر يناهز 80 عامًا. وكان لديه ثلاثة أطفال.

## روابط خارجية
- هاينز كامينسكي على موقع مونزينجر (الألمانية)
- هاينز كامينسكي على موقع ميوزك برينز (الإنجليزية)